# Blepharita chardinyi
Blepharita chardinyi är en fjärilsart som beskrevs av Philogène Auguste Joseph Duponchel 1836. Blepharita chardinyi ingår i släktet Blepharita och familjen nattflyn. Inga underarter finns listade i Catalogue of Life.